# Maestà

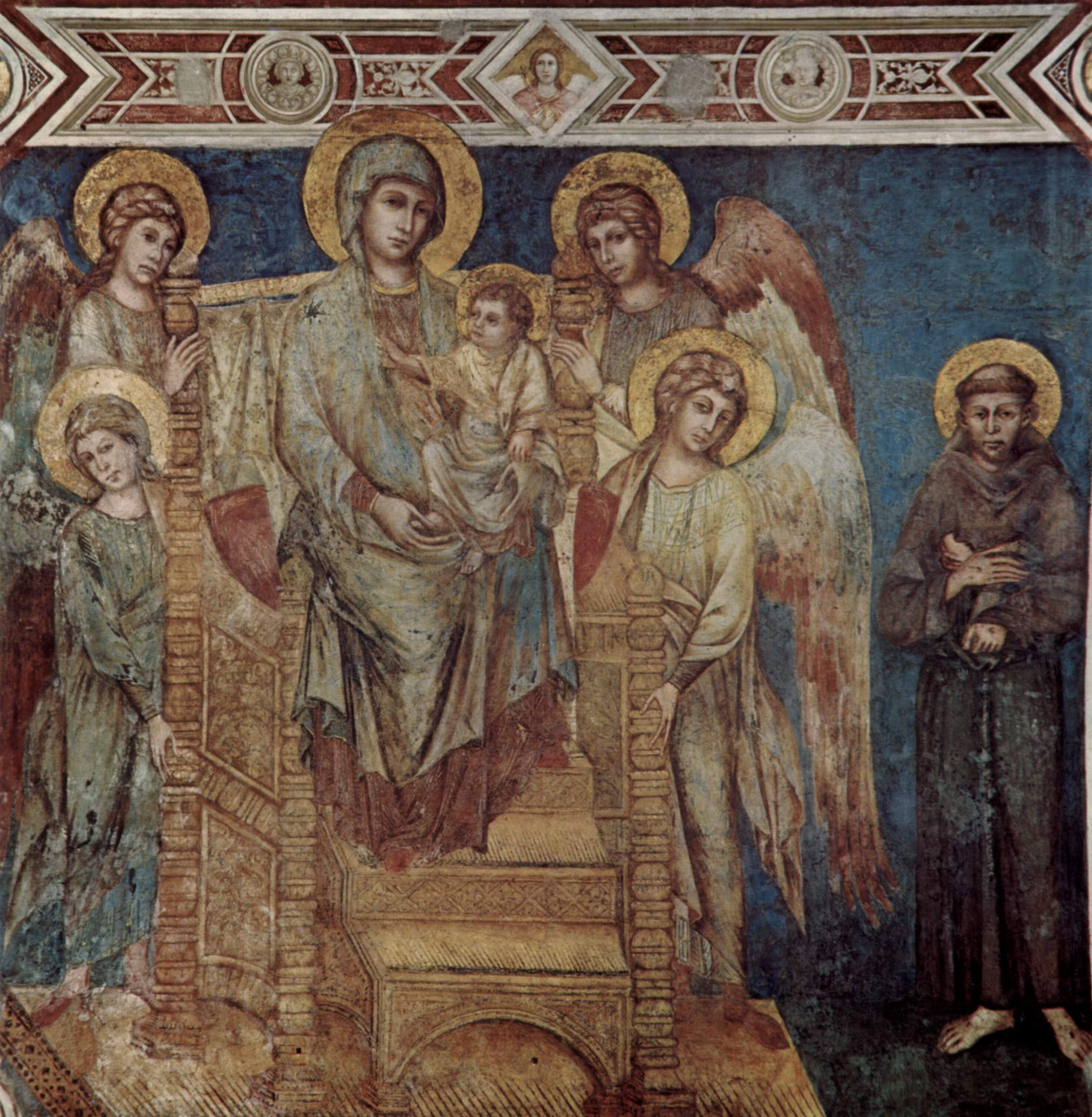
Cimabue, Maestà di Assisi, Bazilica Sfântul Francisc din Assisi (sec. al XIII-lea)

Maestà este un termen din arta italiană (termen provenit din latinescul maiestas) care desemnează tipul iconografic al Fecioarei Maria cu pruncul Isus, însoțiți sau nu de îngeri și sfinți.